# Inga lacustris
Inga lacustris är en ärtväxtart som beskrevs av Mario Sousa. Inga lacustris ingår i släktet Inga och familjen ärtväxter. IUCN kategoriserar arten globalt som starkt hotad. Inga underarter finns listade i Catalogue of Life.